# (35445) 1998 CY
1998 CY (asteroide 35445) é um asteroide da cintura principal. Possui uma excentricidade de 0.14151420 e uma inclinação de 4.20336º.
Este asteroide foi descoberto no dia 5 de fevereiro de 1998 por Miloš Tichý e Zdeněk Moravec em Kleť.